# Lincoln Highway
La Lincoln Highway è stata una delle prime strade ad attraversare gli Stati Uniti d'America dalla costa atlantica alla costa del Pacifico. Collegava San Francisco a New York, con una lunghezza di 5.057 km. Nel 1956, quando fu creato l'Interstate Highway System, fu sostituita dalla Interstate 80.

## Storia
La strada fu ideata dall'imprenditore dell'Indiana Carl G. Fisher, e formalmente inaugurata il 31 ottobre 1913. Partiva dal Lincoln Park di San Francisco ed arrivava al centro di New York (Times Square).
È stato il primo memoriale dedicato dagli Stati Uniti al presidente Abraham Lincoln, precedendo di nove anni l'inaugurazione nel 1922 del Lincoln Memorial di Washington. Come prima strada per automobili ad attraversare gli Stati Uniti da costa a costa, portò prosperità a centinaia di città grandi e piccole lungo il suo percorso e diventò nota affettuosamente come The Main Street Across America.
Gli Stati attraversati erano inizialmente 13: New York, New Jersey, Pennsylvania, Ohio, Indiana, Illinois, Iowa, Nebraska, Colorado, Wyoming, Utah, Nevada e California. Nel 1915 fu eliminato un percorso detto "Colorado Loop" e nel 1928 fu attuata una modifica con la quale la strada percorreva la parte nord dello stato della Virginia Occidentale; in tal modo gli stati attraversati diventarono 14. La lunghezza originaria era di 3.389 miglia (5.454 km), ma nel corso degli anni il tracciato fu migliorato e nel 1924 il percorso da costa a costa divenne di 3.142 miglia (5.057 km).
A partire dal 1926, quando fu introdotto il sistema di strade numerate, la segnaletica della Lincoln Highway fu gradualmente sostituita da altre designazioni, con la maggior parte del percorso che diventò la "U.S. Route 30" (dalla Pennsylvania al Wyoming). Negli anni cinquanta l'amministrazione del presidente Dwight Eisenhower introdusse il sistema di strade interstatali Interstate Highway System, e nel 1956 la Interstate 80, con una lunghezza di 4.671 km, diventò la strada principale a collegare l'area metropolitana di New York a San Francisco in California.